# Divizijski general (Poljska)
Divizijski general (poljsko Generał dywizji; poljska izgovorjava: [ɡɛˈnɛraw brɨˈɡadɨ]; kratica gen.dyw.) je drugi najnižji generalski dvozvezdni čin Poljske kopenske vojske in Poljskega vojnega letalstva. Zaradi razvoja činovne hierarhije je bil čin enakovreden činu generalmajorja ali generalporočnika; trenutno ustreza činu generalmajorja in v okviru Natovega STANAGA 2116 spada v razred 0F-07. Čin divizijskega generala je nadrejen činu brigadnega generala in podrejen činu korpusnega generala. Enakovreden je činu viceadmirala Poljske vojne mornarice.
Oznaka čina je sestavljena iz t. i. generalske vijuge (poljsko wężyk generalski; [ˈvɛ̃ʐɨk ɡɛnɛˈralskʲi]), nad katero se nahajata dve peterokraki zvezdi.
V skladu s trenutno zakonodajo divizijske generale imenuje predsednik Republike Poljske na predlog predsednika Vlade Poljske.

## Galerija
- Naprsna oznaka čina divizijskega generala
- Stanisław Maczek z medvojno oznako čina divizijskega generala (vidna epoleta)
- Mieczysław Norwid-Neugebauer z vidno medvojno oznako čina divizijskega generala na pokrivalu
- Andrzej Fałkowski s sodobno oznako čina divizijskega generala
- Edward Gruszka z dobro vidno sodobno oznako čina divizijskega generala na baretki